# Продавець мрії (фільм, 1968)
«Продавець мрії» (оригінальна назва Sapnon ka saudagar, реж. Махеш Каул, продюсер Радж Капур) — двосерійна індійська кіномелодрама, знята в 1968 році.

## Сюжет
Жорстокий багатій Рай Бахадур (актор Джайянт) утискає селян і ненавидить свою дочку Ранджану (акторка Тануджа) за те, що вона стала причиною смерті його дружини. Багато років тому приблизно в один і той же час він зачав дитину в подружньому шлюбі і ще одну поза шлюбом, спокусивши молоду циганку. Через деякий час циганка викрала закононароджену дочку Бахадура, поклавши замість неї свою дівчинку і листа, в якому попереджала, що Бахадур побачить свою дочку від дружини, тільки видавши циганську дочку в шлюб із благородним і заможним чоловіком. Приголомшена звісткою про викрадення дочки і давню зраду чоловіка, дружина Бахадура помирає.
Ранджана страждає від грубості батька, який не приховує своєї ненависті. Тільки тітка її підтримує, навіть дізнавшись, що та народжена поза шлюбом.
Тим часом у місті з'являється дивний чоловік на ім'я Раджа (Радж Капур), одягнений у «європейський» одяг, і направо-наліво роздає... мрії. Він мимоволі стає ворогом Бахадура, який робить кілька спроб убити його. Після першого замаху збитого машиною Раджу підбирає Махі (Хема Маліні), молода циганка. Тепер вони разом протистоять Бахадуру і закохуються одне в одного.
Наприкінці фільму Бахадур нацьковує на Раджу і Махі розлючений натовп з камінням, і їхня смерть здається майже неминучою, як раптом з'являється мати Махі, яка виявилася тією самою колись спокушеною Бахадуром циганкою. Махі, таким чином, виявляється дочкою Бахадура, і той згоден практично на все, що вона скаже. Сестра Махі вдало одружується зі своїм коханим, також Раджею, симпатичним молодим чоловіком з хорошої і заможної сім'ї.

## Про фільм
Махі — перша роль у кіно Хеми Маліні. До зйомок у кінострічці Маліні була танцюристкою. Каул і Капур спеціально шукали Махі серед танцюристок, оскільки відомі кіноакторки або не вміли танцювати, або недостатньо добре імітували циганську пластику такою, якою її бачили творці фільму. Згодом Хема не раз ще з'явиться в цьому амплуа (у фільмах «Коханий раджа» (1972), «Зіта і Гіта» (1972), «Гарам Масала», «Кохана» (1976)), також її танцювальний талант буде не раз обігруватися (наприклад, у фільмах «Прекрасна танцівниця» (1970), «Помста і закон» (1975), «Кохана» (1976), а також у серіалі «Танцівниця» («Noopur») (1990)).
У фільмі є алюзії на історію Есмеральди з «Собору Паризької богоматері» В. Гюго — не тільки підміна циганкою дитини в колисці, але і пінетка, за якою батьки можуть впізнати викрадену, і ніж, який постійно носить з собою Махі й час від часу демонструє.
Образ Раджі має явний християнський підтекст, особливо підкреслений наприкінці фільму, коли Раджа, сидячи біля підніжжя білого хреста, промовляє до натовпу: "Нехай першим кине камінь в мене той, хто безгрішний".

## У ролях
- Радж Капур — Раджа
- Хема Маліні — Махі
- Рупеш Кумар — Кумар Пран Натх Сінгх
- Тануджа — Ранджана
- Джайянт — Рай Бахадур
- Ачала Сачдев — сестра Бахадура
- Девід Абрахам — Дін Даял